# Teodorico de Coimbra
Teodorico (c.758 - c. 809), filho de Teudo N 4. Foi 5º Conde de Coimbra, durante um período curto e conturbado marcado pelas revoltas moçárabes que se prolongaram no ocidente desde o ataque de Afonso II das Astúrias, a Lisboa, em 798, até 809 quando as forças islâmicas, comandadas pelo príncipe Hixame ibne Aláqueme, conquistaram Coimbra e restabeleceram, pela força, uma nova ordem no ocidente hispânico. 
No final das revoltas moçárabes, a rebeldia da sua comunidade tê-la-á pago Teodorico, com a vida. Não deixou descendência e nele se extinguiu este ramo. 
Uma vez que o irmão segundo, Ataulfo, seguiu a vida eclesiástica, o “continuador da linhagem”, foi o irmão terceiro, Hermenegildo.